# أغولينت
أغولينت (بالإسبانية: Agullent) هي municipality of Spain تقع في إسبانيا في وادي البيضاء. يقدر عدد سكانها بـ 2,418 نسمة ومساحتها 16.2 كم2 وترتفع عن سطح البحر 360 متر.